# محمد حسين آل ياسين
محمد حسين آل ياسين (19 يوليو 1948) لغوي وأستاذ جامعي وشاعر عراقي. ولد في الكاظمية ببغداد. حصل على الإجازة في الآداب من جامعة بغداد سنة 1969، وماجستير فقه اللغة 1973 ودكتوراه فقه اللغة 1978. يعمل أستاذًا في قسم اللغة العربية في جامعة بغداد منذ 1973. نشر شعره وأبحاثه اللغوية والأدبية في الصحف والمجلات العراقية والعربية. له دواوين شعرية عديدة وبحوث ودراسات.

## سيرته
ولد محمد حسين بن محمد حسن بن محمد رضا بن عبد الحسين آل ياسين في الكاظمية يوم 13 شهر رمضان سنة 1367 /19 يوليو 1948، وأكمل فيها دراسته الابتدائية والمتوسطة والإعدادية. نال شهادة بكالوريوس الآداب سنة 1969 في جامعة بغداد، ثم شهادة الماجستيير في فقه اللغة سنة 1973 بتقدير ممتاز، فشهادة الدكتوراه سنة 1978. تدرج في وطائف هيئة التدريس بقسم اللغة العربية بجامعة بغداد منذ تخرجه سنة 1973 حتى وصل إلى الأستاذية.

هو عضو اتحاد الأدباء في العراق. وشارك في العديد من المؤتمرات واللقاءات العلمية داخل العراق وخارجه، والمهرجانات والاحتفالات الأدبية والشعرية. حصل على جوائز من جامعة بغداد، وجمعية المؤلفين والكتاب، والمجمع العلمي واتحاد الأدباء.

## مؤلفاته
من دواوينه الشعرية:
- نبضات قلب، 1966
- الأمل الظمآن، 1968
- قنديل في العاصفة، 1975
- مملكة الحرف، 1979
- الصبا والجمال، 1980
- سفر النخيل، 1980
- الأعمال الشعرية الكاملة، 1980
- أناشيد أرض السواد، 1981
- ألواح الكليم، 1982
- ديوان آل ياسين، 1984
- صوت العراق، 1988
- المزامير، 1991
- الصحف الأولى، 1995
- العهد الثالث، 2007

وله في الدراسات:
- مقدمة في الأصول اللغوية المشتركة بين العربية والعبرية
- الأضداد في اللغة العربية، 1973
- الدراسات اللغوية عند العرب إلى نهاية القرن الثالث الهجري، 1978
- المبادئ الأساسية في طرق التدريس العامة

وله في تحقيقات:
- ثلاثة نصوص في الأضداد، لأبي عبيد القاسم بن سلام
- الإقناع في العروض، للصاحب بن عباد

## وصلات خارجية
- في موقع أرشيف المجلات